# Кабури
Кабури (груз. კაბური) — село в Грузии, на территории Цалкского муниципалитета края (мхаре) Квемо-Картли.

## География
Село находится в юго-восточной части Грузии, на южном склоне Триалетского хребта, на расстоянии приблизительно 13 километров (по прямой) к северо-западу от города Цалка, административного центра муниципалитета. Абсолютная высота — 1891 метр над уровнем моря.

## Население
По результатам официальной переписи населения 2014 года в Кабури проживало 298 человек (162 мужчины и 136 женщин). В национальной структуре населения армяне составляли 99,7 %, грузины — 0,3 %.
| Год  | Население, человек |
| ---- | ------------------ |
| 2002 | 491                |
| 2014 | ↘ 298              |